# Gnaszyn Dolny (gmina)
Gnaszyn Dolny – dawna gmina wiejska istniejąca w latach 1952–1954 i 1973–1976 w woj. katowickim, stalinogrodzkim i częstochowskim. Siedzibą gminy był Gnaszyn Dolny (obecnie dzielnica Częstochowy).
Gmina została utworzona w dniu 1 lipca 1952 roku w powiecie częstochowskim w woj. katowickim z części obszaru gminy Grabówka. W dniu powołania gmina składała się z 9 gromad: Gnaszyn Dolny, Gnaszyn Górny, Kawodrza Dolna, Kawodrza Górna, Konradów, Liszka Dolna, Łojki, Wielki Bór i Wydra. Gminę zniesiono 29 września 1954 roku wraz z reformą wprowadzającą gromady w miejsce gmin.
Gmina została przywrócona 1 stycznia 1973 roku w tymże powiecie i województwie. 1 czerwca 1975 znalazła się w nowo utworzonym woj. częstochowskim.
Gminę zniesiono ponownie 1 stycznia 1977. Jej obszar włączono do:
- nowej gminy Blachownia (obszary sołectw Gorzelnia, Konradów, Łojki i Wyrazów),
- nowej gminy Kłobuck (obszar sołectwa Lgota),
- gminy Wręczyca Wielka (obszary sołectw Kalej, Szarlejka i Wydra)[8],
- oraz do Częstochowy (obszary sołectw Gnaszyn Dolny, Gnaszyn Górny, Grabówka, Kawodrza Dolna, Kawodrza Górna, Kiedrzyn, Liszka Dolna i Wielki Bór)[9].